# NN-125
La carretera NN‑125 es una vía departamental secundaria ubicada en el departamento de Chontales. Esta ruta conecta los municipios de Comalapa y Villa Sandino, formando parte de un corredor vial que facilita la movilidad ganadera y agrícola hacia la NIC-7.

## Trazado y cruces
| km   | Localidad / Punto | Departamento | Conexión / Ruta |
| ---- | ----------------- | ------------ | --------------- |
| 0,0  | Comalapa          | Chontales    | NN 124          |
| 6,5  | La Tigra          | Chontales    | Camino local    |
| 13,5 | Villa Sandino     | Chontales    | NIC 7           |

## Coordenadas
Uno de los tramos de la NN‑125 puede ser encontrado en las coordenadas: 11°45′12″N 84°22′45″O / 11.7534, -84.3792